# Trithuria polybracteata
Trithuria polybracteata är en näckrosart som beskrevs av David Alan Cooke, D.D.Sokoloff, Remizowa, T.D.Macfarl. och Rudall. Trithuria polybracteata ingår i släktet Trithuria och familjen Hydatellaceae.
Artens utbredningsområde är Western Australia. Inga underarter finns listade i Catalogue of Life.